# Aïn Chkef
 (avril 2025).
Aïn Chkef (en arabe : عين شقف) est une commune marocaine dans la banlieue de Fès, située dans la province de Moulay Yâacoub en région Fès-Meknès. Avec ses 91 541 habitants en 2024, c'est la plus grande commune de la province en termes d'habitants.
La commune s'étend sur 140,4 km2, soit indiquant une densité de 651,9 habitants/km2. Elle est connue pour abriter la Forêt Aïn Chkef qui occupe 64 hectares, espace vert de Fès, principal réservoir d'oxygène pour les habitants de Fès mais notamment un patrimoine naturel pour le Maroc.

## Toponymie
Le nom Aïn Chkef provient de l'arabe (عين شقف) dans lequel Aïn signifie "source". La commune s'appelle ainsi puisque le fleuve Oued Aïn Chkef prend la source de son territoire.

## Géographie

### Localisation
Aïn Chkef se situe à la limitrophe de Fès, à son sud. Elle se trouve au nord du Maroc.

### Infrastructure routière
La commune possède la particularité de desservir l'autoroute A2 et A201, c'est un des 3 accès de Fès par l'autoroute, dont celui-ci en passant par la commune.

### Climat
Selon la classification de Köppen-Geiger sur les types de climats, le climat de la ville est de type méditerranéen chaud à été sec (Csa). Au cours de l'année, les températures peuvent varier entre 4 °C et 35 °C avec le mois le plus froid qui est le mois de janvier, avec une température moyenne de 9,2 °C, et le mois le plus chaud qui est le mois d'août avec un prélèvement de température moyen à 27,7 °C.
Les précipitations varient de même. Le mois le plus pluvieux est détenu par le mois de novembre avec une moyenne de 70 mm de pluie ainsi que le moins pluvieux est le mois de juillet avec une moyenne de 4 mm de pluie.
| Mois                              | jan. | fév. | mars | avril | mai  | juin | jui. | août | sep. | oct. | nov. | déc. |
| --------------------------------- | ---- | ---- | ---- | ----- | ---- | ---- | ---- | ---- | ---- | ---- | ---- | ---- |
| Température minimale moyenne (°C) | 4,2  | 4,8  | 7,3  | 9,6   | 13,1 | 17   | 19,8 | 20,5 | 17,7 | 14,1 | 8,6  | 5,5  |
| Température moyenne (°C)          | 9,2  | 10,3 | 13,1 | 15,6  | 19,5 | 24,1 | 27,1 | 27,7 | 23,6 | 19,6 | 13,4 | 10,4 |
| Température maximale moyenne (°C) | 15,2 | 16,4 | 19,4 | 21,8  | 26   | 31,3 | 34,8 | 35,2 | 30,2 | 25,9 | 19   | 16,3 |
| Précipitations (mm)               | 58   | 58   | 65   | 66    | 50   | 18   | 4    | 8    | 33   | 61   | 70   | 58   |

## Administration

### Classification de la commune
La commune est considérée comme rurale, bien que sa population ne fait qu'augmenter fortement.

### Organisation territoriale
D'après les informations données au recensement de 2024 du Maroc, le territoire de la commune possède 2 centres urbains :
- Le centre urbain de Ras Al Ma (37 142 habitants)
- Le centre urbain d'Aïn Chkef Al Andalous (11 691 habitants)

## Démographie et chiffres

### Population
Le recensement de la population marocaine est effectuée tous les 10 ans est les résultats sont publiés par le Haut-Commissariat au plan du Royaume du Maroc.
| Année              | 1994   | 2004   | 2014   | 2024   |
| ------------------ | ------ | ------ | ------ | ------ |
| Nombre d'habitants | 19 626 | 36 368 | 54 477 | 91 541 |